# Feichten (Markt Schwaben)
Feichten ist ein Ortsteil der Gemeinde Markt Schwaben im Landkreis Ebersberg in Bayern, Regierungsbezirk Oberbayern. Der Weiler liegt im Norden von Markt Schwaben und gehört zu den „Erlvöckhl“, also war außerhalb der Ortschaft bei den Erlen gelegen. Inzwischen ist er durch die Ausdehnung der Besiedlung mit dem Dorf verbunden.
Eine Eiche am Ortsrand des Gutes Feichten ist ein Naturdenkmal.

## Geschichte
1250 wird Fuhten und  1320 Faeuchten als ein Hof im Besitz des Klosters Tegernsee erwähnt. 1353 besteht Fäuchten aus zwei Höfen im Swaber Geicht, die als Lehen der Tegernseer den Spielbergern gehören.

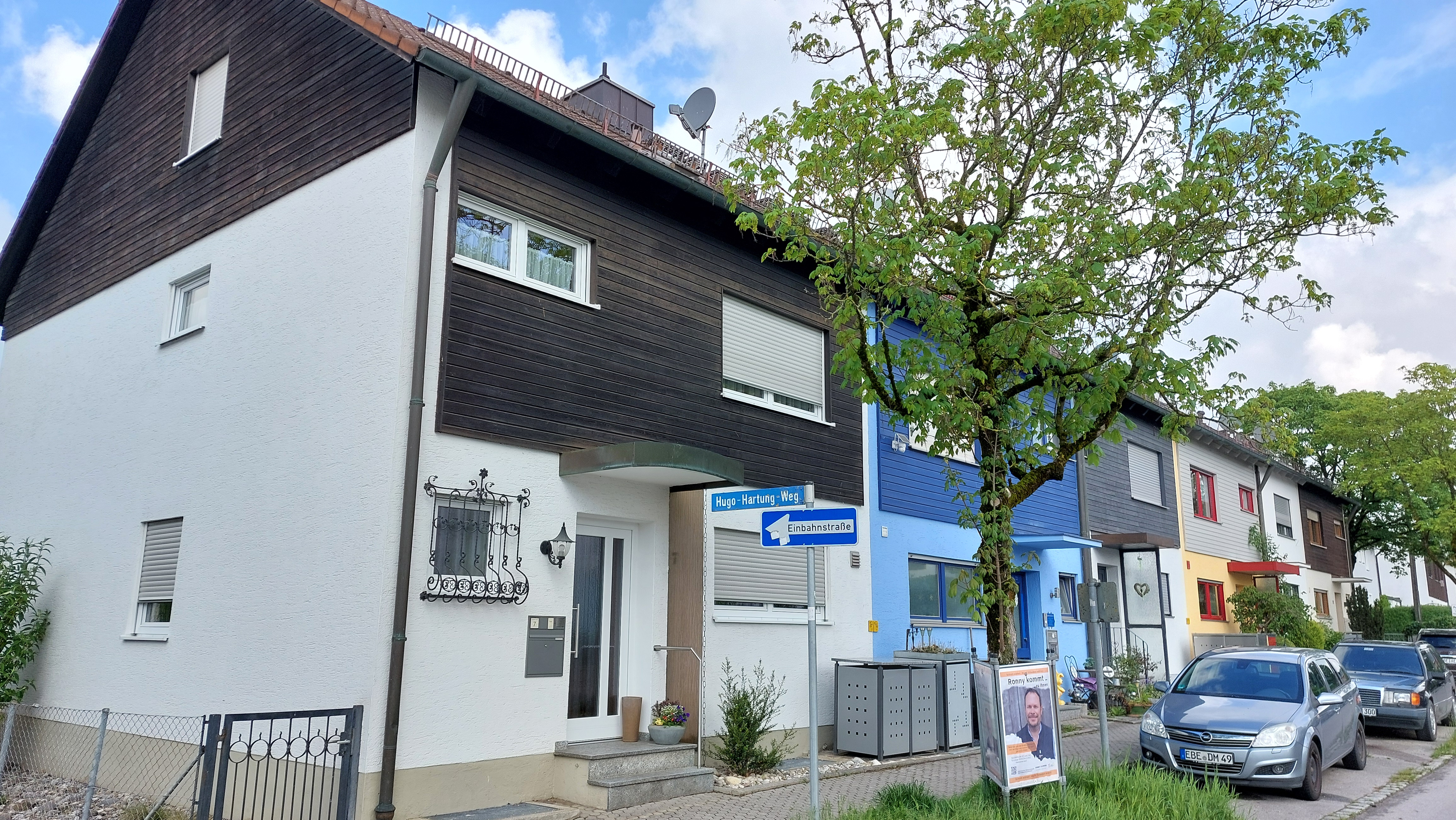
Reihenhäuser an der Abzweigung zum Hugo-Hartung-Weg

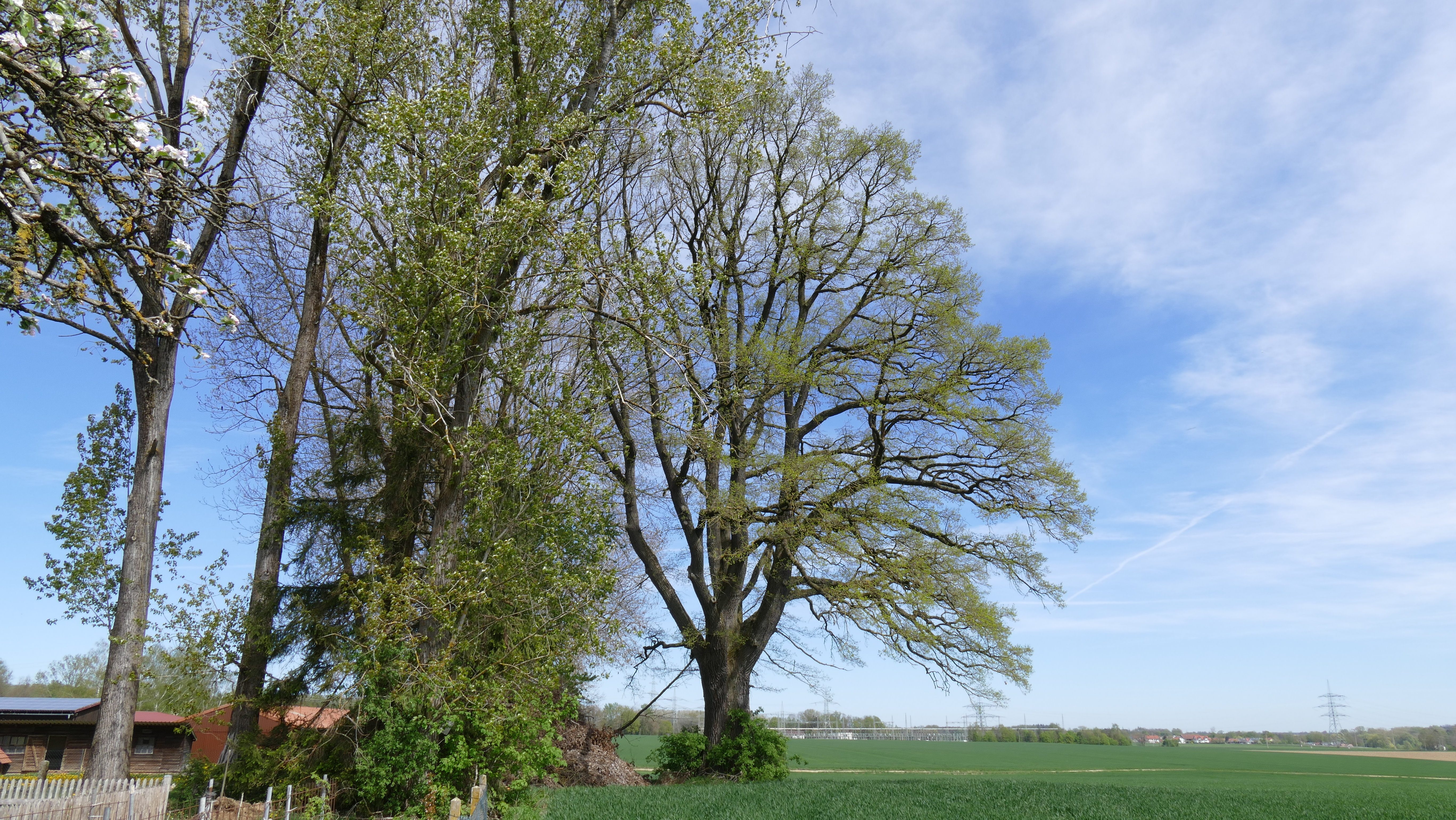
Die Eiche, die als Naturdenkmal gilt

Besitzer des Hölzlhofs (Feichten I) war 1615 ein Wolf Hölzl, vom Bauernhof 1618/39 der Paur in Veichten. Der Hof gehörte zum Kloster Rott. 1900 war der Bauernhof erloschen. Aus ihm und den Wirtschaftsgebäuden wurden Werkswohnungen für die Arbeiter der Ziegelei und der Porzellanfabrik in Markt Schwaben. 1978 wurden die Gebäude abgerissen und es entstanden die Reihenhäuser der Hartung-Siedlung.